# Reinhard Kramer
Reinhard Kramer (* 1937) ist ein deutscher Radrennfahrer und war Initiator und Organisator der Nacht von Hannover.

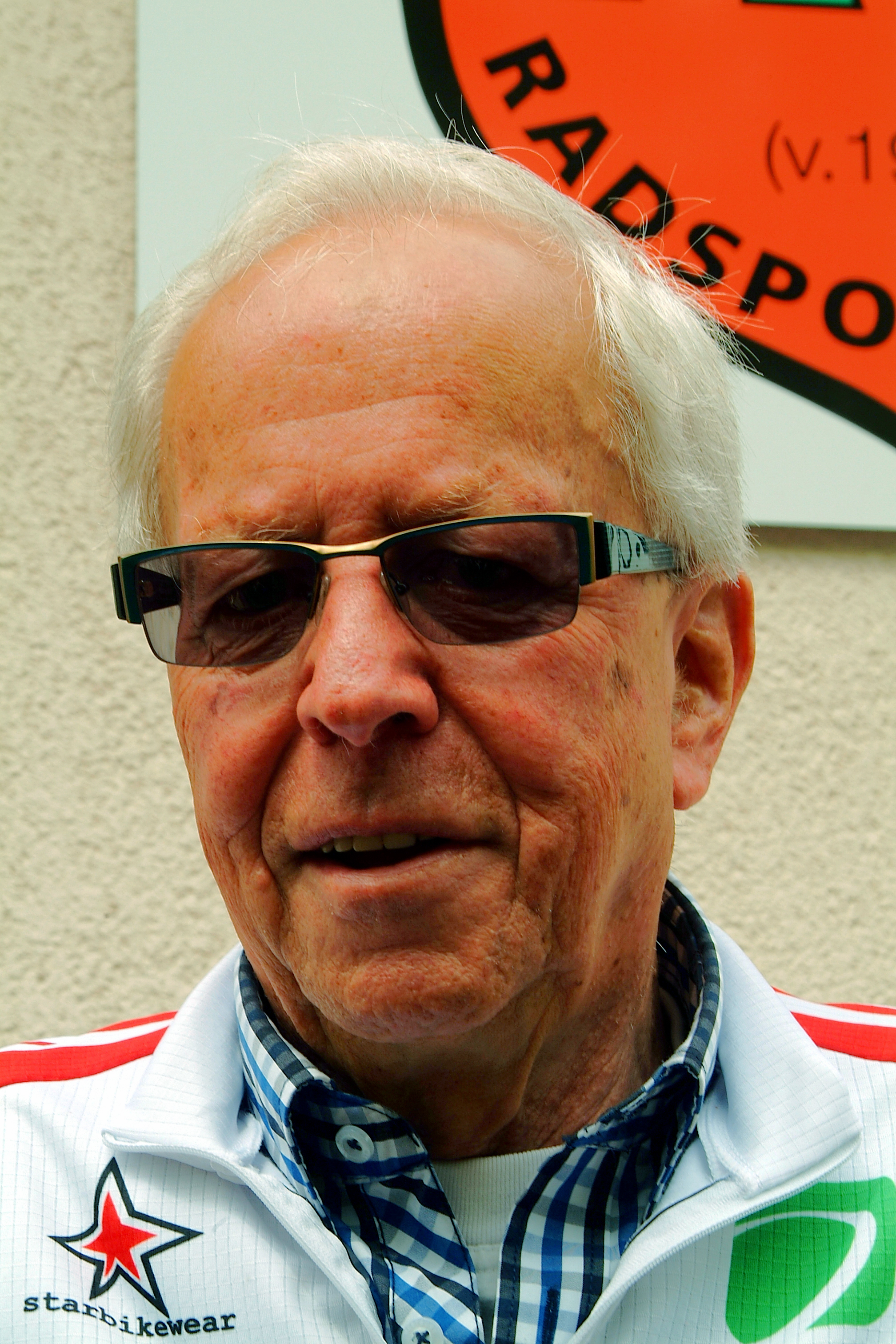
Reinhard Kramer, Ehrenvorsitzender des Hannoverschen Radsport-Clubs von 1912

## Leben
Geboren kurz vor dem Zweiten Weltkrieg, entwickelte Reinhard Kramer schon als Schüler seine Leidenschaft für den Radrennsport, wenn er mit seinen Mitschülern in der Eilenriede um die Wette fuhr. Und noch als Jugendlicher trat er dem (späteren) Hannoverschen Radsport-Club von 1912 (HRC) bei. In den Wiederaufbaujahren wurde Reinhard Kramer schon 1966 Vorsitzender des HRC.

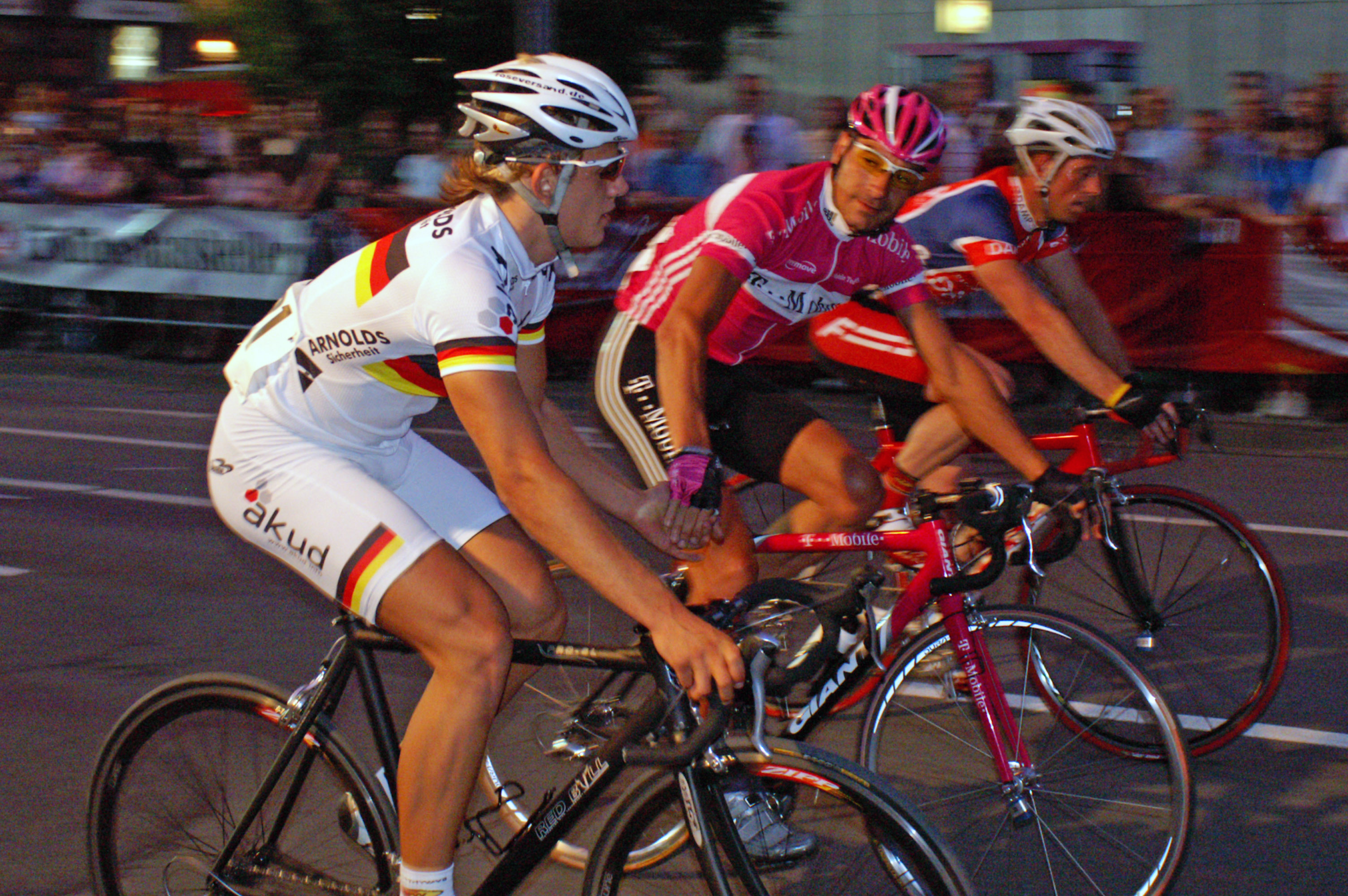
Erik Zabel und Jan Ullrich während der Nacht von Hannover 2005

Der ehemalige Bankkaufmann bei der Hannoverschen Volksbank, der noch als 72-Jähriger 50 bis 60 Kilometer täglich mit dem Fahrrad fuhr, hat nie ein Rennen gewonnen, wurde „höchstens Zweiter oder Dritter“. Doch als vertrauensvoller Gesprächspartner in Rathäusern, akribischer Organisator von mehr als 300 Fahrradrennen und Finder von Sponsoren hat er sich schließlich bundesweit einen Namen gemacht: Kramer initiierte 1975 die erste Nacht von Hannover mit ihren bis zu 80.000 Zuschauern, „holte Erik Zabel, Jan Ullrich und Mario Cipollini nach Hannover“. Radsportlegenden wie Rudi Altig sendeten regelmäßig Geburtstagsgrüße.
1993 bis 2005 war Kramer Vizepräsident des Radsportverbands Niedersachsen.
Mit über 70 Jahren zog sich der Pensionär 2009 aus der Organisation des HRC zurück, erhielt den Titel als Ehrenvorsitzender. Nachdem er 25 Mal die Nacht in Hannover organisiert hatte und mit Jan Ullrich, der eigens zum Abschied für Reinhard Kramer angereist war, eine Ehrenrunde drehte, dankten ihm die Zuschauer mit Applaus, als hätte Kramer selbst das Rennen gewonnen. Der Karnevalist organisierte 2010 seinen letzten Narrenumzug für das Komitee Hannoverscher Karneval oder etwa das 9. Döhrener Jazz-Festival, hob zuletzt die Premiere des Velo Challenge aus der Taufe, die er zusammen mit Detlef Rehbock plante.
Zum 100-jährigen Jubiläum des HRC war Reinhard Kramer Co-Autor der Festschrift von 2012.

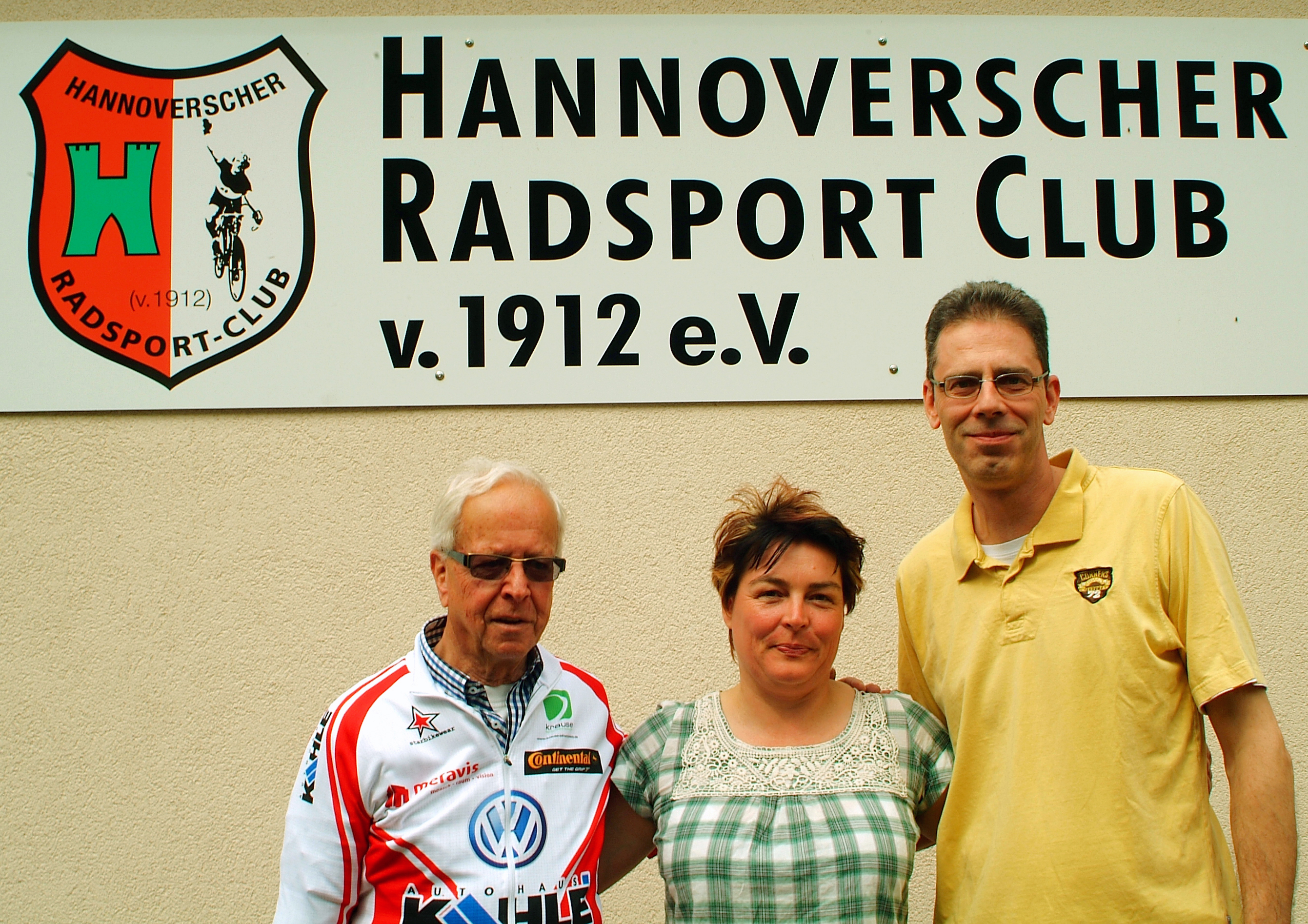
Kramer, Cora Kielhorn (Vorsitzende) und Thomas Munz vor dem HRC-Vereinshaus

## Ehrungen
- 1997[7] wurde Reinhard Kramer für seine Verdienste um den Radsport in Hannover vom Niedersächsischen Wirtschaftsminister Peter Fischer mit dem Niedersächsischen Verdienstkreuz am Bande geehrt[8]
- Im April 2010 wurde Reinhard Kramer „für seine außerordentlichen Verdienste um die Förderung des Radsports“ von Oberbürgermeister Stephan Weil, stellvertretend für den Bundespräsidenten, mit dem Bundesverdienstkreuz[4] 1. Klasse ausgezeichnet.[7]
- Am 16. Juni 2016 wurde das ehrenamtliche Engagement von Reinhard Kramer durch Oberbürgermeister Stefan Schostok im Neuen Rathaus von Hannover mit der Verleihung der Stadtplakette Hannover gewürdigt.[9]

## Schriften
- Zs. mit Edda Rogge und Thomas Munz: Hannoverscher Radsport Club von 1912 e. V. Ein Streifzug durch 100 Jahre Vereinsgeschichte, Hannover: Eigenverlag, 2012. (online auf der Vereinsseite)